# Тревельян, Энн-Мари
Энн-Мари Белинда Тревельян (англ. Anne-Marie Belinda Trevelyan), урождённая Битон (англ. Beaton; род. 6 апреля 1969, Лондон) — британский политический и государственный деятель. Министр внешней торговли Великобритании с 15 сентября 2021 года. В прошлом — младший министр по делам предпринимательства, энергетики и экологически чистого развития (2021). Министр транспорта (2022).

## Биография

### Ранние годы
Окончила Оксфордский университет Брукса (в 2016 году рассказала, что в 1987 году, будучи студенткой первого курса, подверглась попытке изнасилования, но полиция порекомендовала ей забрать заявление ввиду судебной бесперспективности дела).
Работала бухгалтером в PricewaterhouseCoopers.

### Начало политической карьеры
В 2015 году победила на парламентских выборах в округе Берик-апон-Туид с результатом 41,1 %.
В январе 2018 года назначена парламентским личным секретарём министра обороны Гэвина Уильямсона.
Будучи евроскептиком, в августе 2018 года привлекла к себе общественное внимание, когда стало известно о её активном участии в продвижении поправок к соглашению о выходе Великобритании из Евросоюза, предложенных возглавляемой Джейкобом Рис-Моггом консервативной Европейской исследовательской группой (European Research Group, сокращённо ERG).
В декабре 2019 года одержала в своём округе победу на новых выборах, заручившись поддержкой 56,2 % избирателей (её основной соперник лейбористка Триш Уильямс получила лишь 21,6 %).

### Работа во втором правительстве Джонсона
При формировании по итогам выборов второго кабинета Джонсона назначена младшим министром Вооружённых сил.
13 февраля 2020 года получила в том же правительстве портфель министра международного развития.
2 сентября 2020 года премьер-министр Джонсон упразднил должность министра международного развития, передав его обязанности в ведение министра иностранных дел Доминика Рааба.
8 января 2021 года младший министр предпринимательства, энергетики и чистого роста Квази Квартенг получил портфель министра предпринимательства, энергетики и промышленной стратегии, а Тревельян вернулась в правительство на его прежнюю должность.
15 сентября 2021 года назначена министром внешней торговли в ходе серии кадровых перемещений во втором правительстве Джонсона.

### Работа в правительстве Лиз Трасс
6 сентября 2022 года при формировании правительства Лиз Трасс получила портфель министра транспорта.
25 октября 2022 года по завершении правительственного кризиса был сформирован кабинет Риши Сунака, в котором Тревельян не получила никакого назначения.

## Личная жизнь
Была замужем за Джоном Тревельяном, с которым впоследствии развелась. Жила с супругом в его фамильном имении Незеруиттон-Холл близ Морпета (Нортумберленд), у них есть двое детей.